# Racing Football Club Union Luxembourg
O RFC Union Luxembourg é um clube de futebol de Luxemburgo. Ele nasceu no ano de 2005, de uma fusão de outras três equipes do páis: o Union Luxembourg, o CS Alliance 01 Luxembourg e o CA Spora Luxembourg.
Seu Estádio é o Stade Achille Hammerel, com capacidade para 5.814 pessoas. As cores do Racing FC são a branca e a azul. 

## Links
Racing FC página oficial